# Hiroyuki Morita
Hiroyuki Morita (森田 宏幸?, Morita Hiroyuki; Prefettura di Fukuoka, 26 giugno 1964) è un regista e animatore giapponese.

## Biografia
Ha lavorato a progetti come Lupin III e Akira. È conosciuto soprattutto per essere stato il regista de La ricompensa del gatto, film dello Studio Ghibli.

## Filmografia

### Animatore
- Akira (1988) - assistente
- Lupin III - Bye Bye Liberty: Scoppia la crisi! (1989) - animatore chiave
- Kiki - Consegne a domicilio (1989) - animatore
- Record of Lodoss War (1990) - animatore
- Roujin Z (1991) - animatore chiave
- Tobé! Kujira no Peek (1991) - animatore chiave
- Hashire Melos! (1992) - animatore chiave
- Junkers Come Here (1994) - animatore chiave
- Gunsmith Cats (1995) - animatore
- Memories (1995) - animatore
- Chi ha bisogno di Tenchi? The movie - Tenchi muyo in love (1996) - animatore, cooperazione design
- Spriggan (1998) - animatore chiave
- Perfect Blue (1998) - animatore
- Chi ha bisogno di Tenchi? The movie - Memorie lontane (1999) - animatore chiave
- I miei vicini Yamada (1999) - animatore
- Texhnolyze (2003) - animatore chiave
- Koro no dai-sanpo (2002) - animatore chiave
- Ghost in the Shell - L'attacco dei cyborg (2004) - animatore chiave
- I racconti di Terramare (2006) - animatore chiave
- Afro Samurai: Resurrection (2009) - animatore chiave
- Doraemon: Nobita no ningyo taikaisen (2010) - animatore chiave
- Doraemon: Shin Nobita to tetsujin heidan ~Habatake tenshi-tachi~ (2011) - animatore chiave
- Fullmetal Alchemist - La sacra stella di Milos (2011) - animatore chiave

### Regista
- Chi ha bisogno di Tenchi? The movie - Memorie lontane (1999) - unità di regia
- La ricompensa del gatto (2002)
- Il nostro gioco (2007)